# Ligne de Montbéliard à Morvillars
La ligne de Montbéliard à Morvillars est une ancienne ligne de chemin de fer française à écartement standard, située dans les départements du Doubs et du Territoire de Belfort. Cette courte section relie Montbéliard à Morvillars. Ligne à voie unique, elle n'accueille plus aucun trafic.
Elle constitue la ligne 858 000 du réseau ferré national.

## Historique
La Compagnie des chemins de fer de Paris à Lyon et à la Méditerranée se voit octroyer la concession à titre définitif de la ligne de Montbéliard à Morvillars et Delle lors de sa création par la convention signée le 11 avril 1857 entre le ministre des Travaux publics et les compagnies du chemin de fer de Paris à Lyon et du chemin de fer de Lyon à la Méditerranée. Cette convention est approuvée par décret le 19 juin 1857.
Le premier tronçon, entre Morvillars et Delle, partie de la ligne de Montbéliard à Morvillars et Delle, a été achevé en 1866. Il a été ouvert à l'exploitation le 29 juin 1868 par la compagnie des chemins de fer de Paris à Lyon et à la Méditerranée.
Après l'ouverture de la ligne de Belfort à Delle, à la suite de l'annexion de 1871 de l'Alsace-Lorraine, le trafic en direction de la Suisse passe, à partir de 1877, par Belfort et non plus par Montbéliard. Cette ouverture est à l'origine de la chute du trafic de la ligne ; le tronçon est fermé au trafic voyageurs en 1938,.
Le trafic fret perdure jusqu'en 1989 entre Audincourt et Beaucourt et jusqu'en 1993 entre Montbéliard et Audincourt. Entre Audincourt et Morvillars, la ligne a été déposée (dernier tronçon en 2006) alors qu'entre Montbéliard et Audincourt, la ligne reste inexploitée. Une partie de la ligne a été transformée en voie verte pour cyclistes et randonneurs.

## Infrastructure
La ligne est à voie unique. Son profil est très moyen, les déclivités atteignant 15 ‰.

## Galerie de photographies

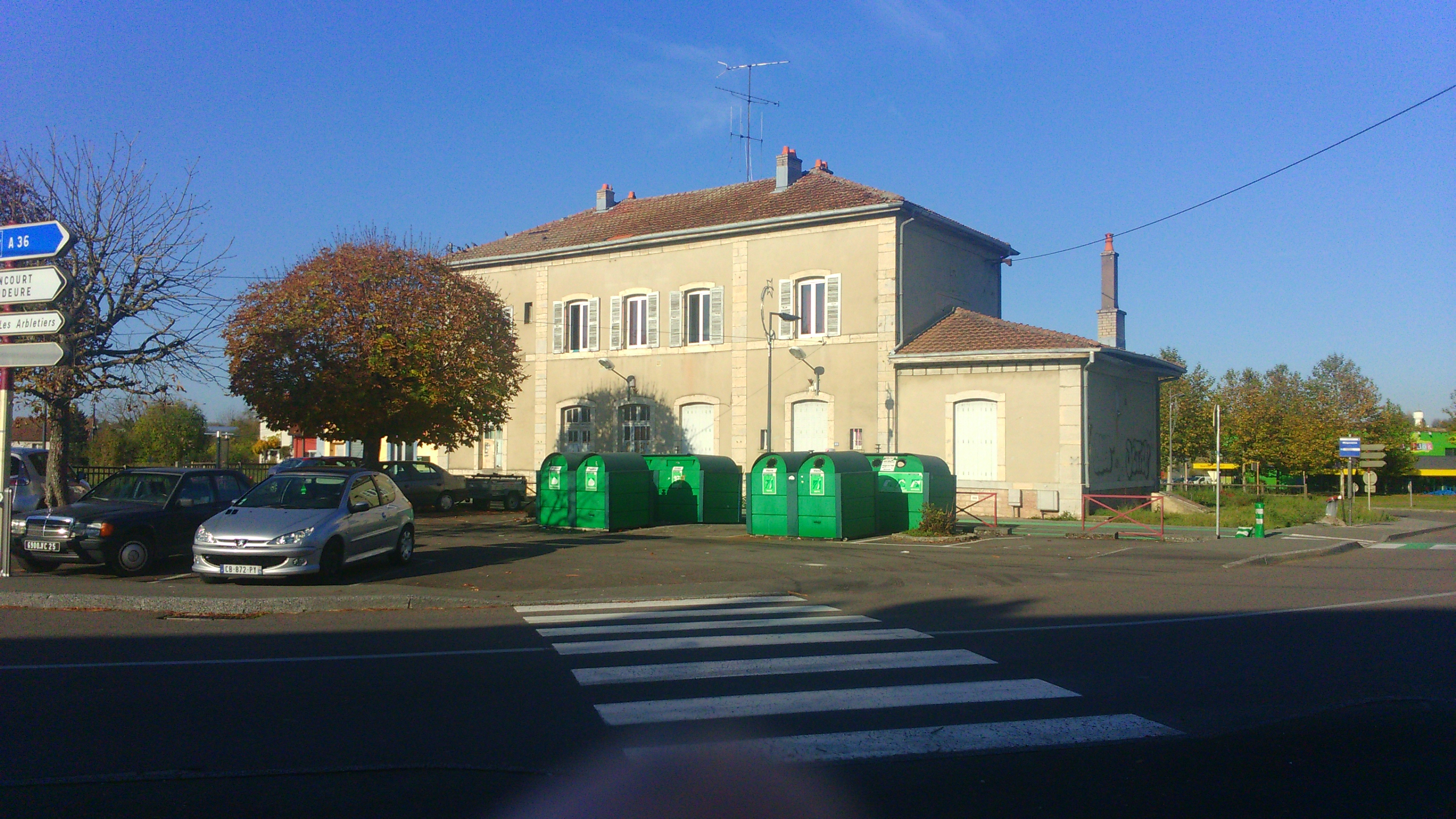
Gare d'Audincourt, côté ville, en 2014. Le bâtiment est par la suite devenu un restaurant.
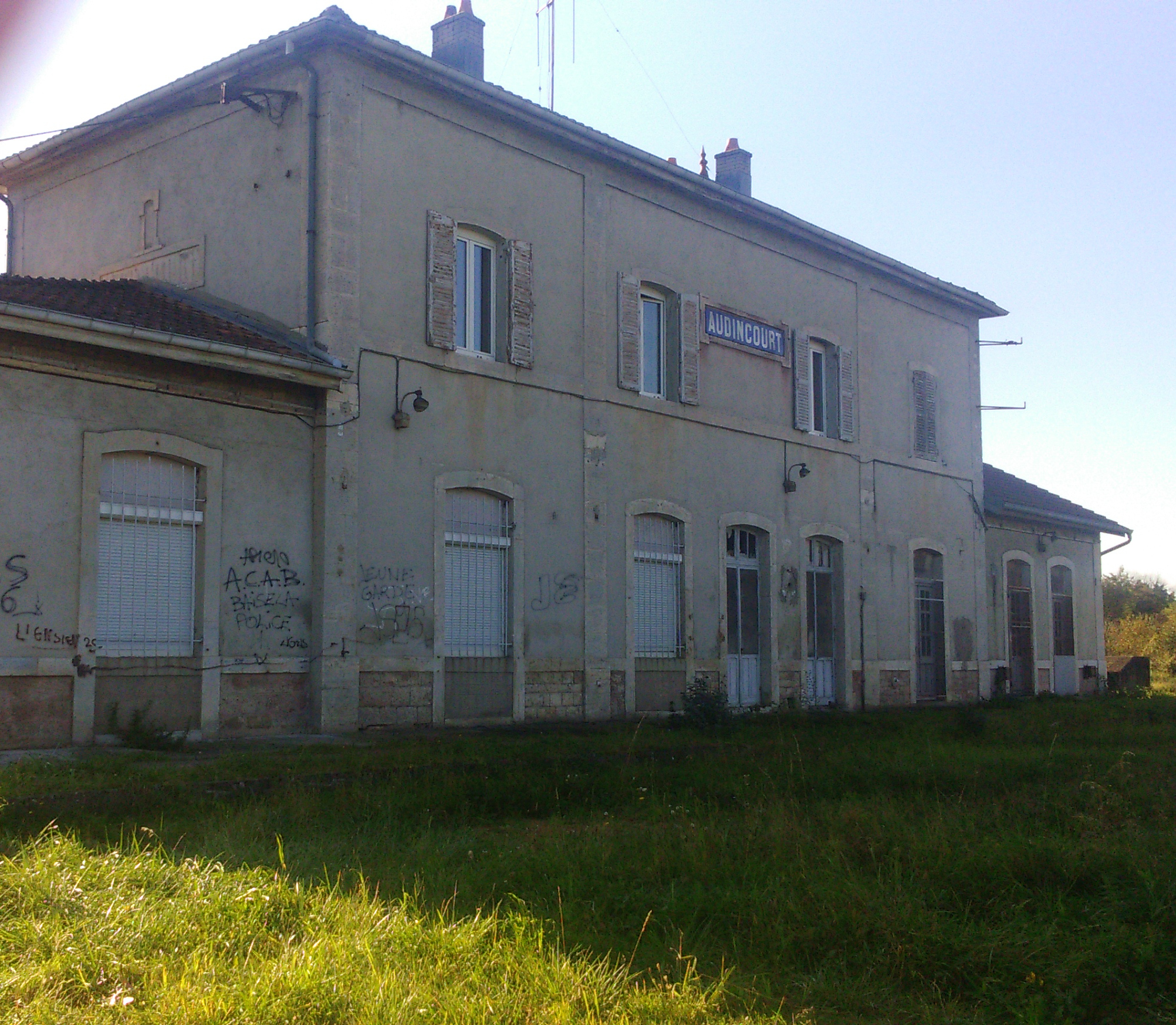
Gare d'Audincourt, côté quai, en 2014.
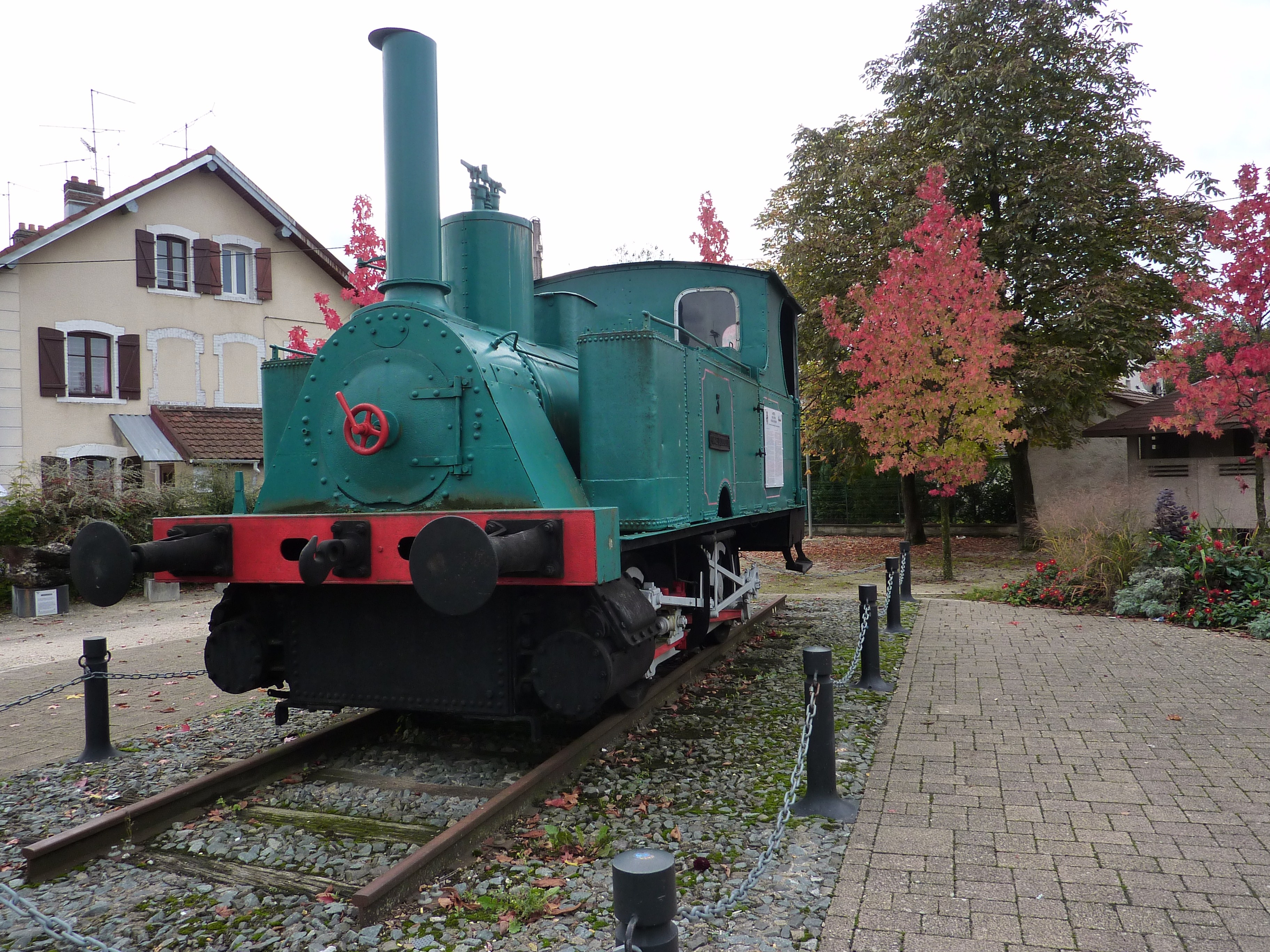
Locomotive à Audincourt, Avenue Jean Jaurès
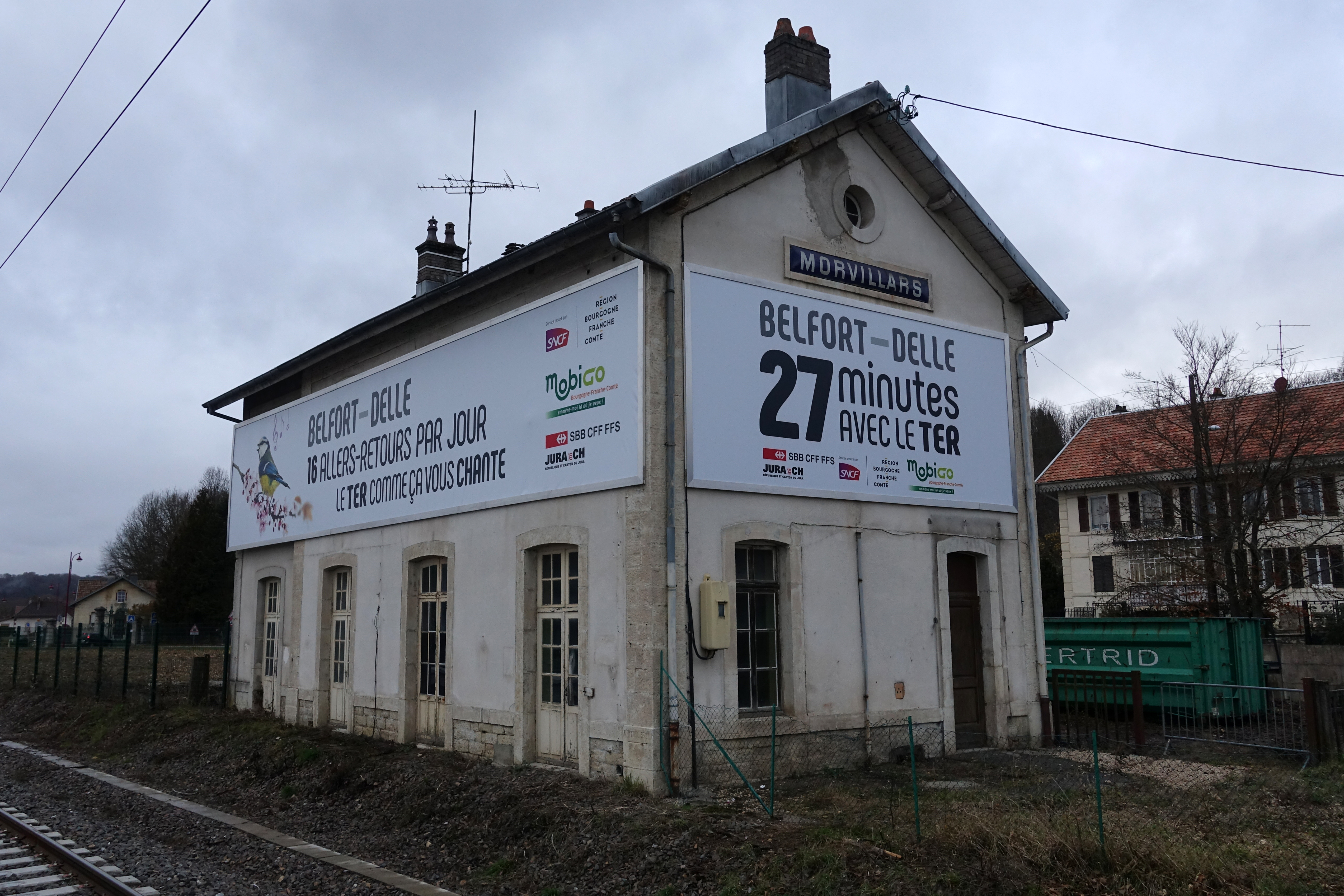
Gare de Morvillars, côté quai (avec des affiches promouvant la réouverture de la ligne Belfort – Delle, qui y passe), en 2018.